# 温琴佐·阿巴尼亚莱
温琴佐·阿巴尼亚莱（義大利語：Vincenzo Abbagnale，1993年3月13日—），意大利男子赛艇运动员。他曾代表意大利参加世界赛艇锦标赛，获得一枚金牌。他也曾参加2020年夏季奥运会。